# Баламут (фильм)
«Баламу́т» — советский комедийный фильм кинорежиссёра Владимира Рогового, снятый в 1978 году.

## Сюжет
Выпускник сельской школы Пётр Горохов из деревни Дядьково приезжает в Москву поступать в престижный экономический вуз; это ему удаётся, хотя и буквально чудом: совершенно не зная английского, он получает тройку на вступительном экзамене, потому что экзаменатором оказывается молодая преподавательница Валентина Николаевна Ромашова, которая после института некоторое время по распределению проработала в Дядьково, а затем «сбежала» оттуда в Москву. Она узнаёт, что другого учителя ей на замену не прислали, и ставит Горохову оценку «три», говоря, что ему придётся очень трудно в учёбе. Горохов не набирает проходной балл, однако его принимают в вуз волевым решением ректора, который тоже выходец из «деревенских». Помимо него также по различным причинам зачисляют ещё несколько человек, не набравших проходной балл. 
Также в вуз поступает девушка Аня из Саратова. Оказавшись на площади трёх вокзалов в Москве, она не знает, как доехать до вуза, и помочь ей вызывается парень Саня Алёхин — коренной москвич, единственный ребёнок в семье музыкантов. Он сразу влюбляется в Аню и решает вместе с ней поступать в экономический вуз вместо консерватории, хотя Аня не испытывает к нему романтических чувств.
На фоне других студентов (в большинстве своём москвичей и жителей других больших городов) Горохов из провинции резко выделяется — и манерами, и выговором, и поведением. Привыкшего отстаивать свои принципы до конца Горохова часто называют Баламутом; тем не менее, в студенческой среде он быстро осваивается и становится лидером. Он хорошо учится и достигает успехов в различных дисциплинах ― экономике, высшей математике, физкультуре, ― однако, английский ему никак не даётся, несмотря на регулярные занятия и поддержку Валентины Николаевны, с семьёй которой он успевает сдружиться. Также он влюбляется в иностранную студентку с Кубы, которая также обучается в его вузе, однако не решается даже заговорить с ней.
Аня влюбляется в преподавателя экономики Дмитрия Алексеевича, недавно защитившего кандидатскую диссертацию. Он отвечает ей взаимностью, и к зимней сессии они решают пожениться, несмотря на протесты некоторых преподавателей. Саня же остаётся не у дел.
В то же время Валентина Николаевна уходит в отпуск по уходу за ребёнком, и преподавателем Горохова становится Беатриса Бернардовна Синякина, которую студенты между собой называют Би-Би-Си. Она строга и не намерена делать никому поблажек, несмотря на достижения во всех других областях. Горохов понимает, что сдать зачёт по английскому в зимнюю сессию у него нет шансов, и по совету сокурсников пытается задобрить Би-Би-Си, преподнеся ей во время зачёта «презент» ― огромную копчёную рыбину. Хотя Би-Би-Си и впечатлена рыбой, из-за того, что Горохов буквально не может связать двух слов на иностранном языке, она отказывается принять подарок и не готова поставить студенту зачёт. 
Горохов решает бросить институт и уезжает в деревню, намереваясь позже уйти служить на Тихоокеанский флот. Он едет не в свою деревню, а в подшефную институту, поскольку ехать домой ему стыдно. Однако за ним приезжают его однокурсники и уговаривают его вернуться.
Проходит второй семестр: Саня бросает вуз и уходит в армию, Горохов на хорошем счету у руководства вузом и преподавателей, демонстрирует успехи в учёбе по всем предметам, кроме английского, Аня счастлива в браке с Дмитрием Алексеевичем и во время летней сессии сообщает ему, что ждёт ребёнка.
Горохов, сдав все экзамены, идёт сдавать английский в полной уверенности, что завалит его. В этом не сомневается и Беатриса Бернардовна. Однако по пути на экзамен Горохов оказывается в одном лифте с Норис ― девушкой, в которую он влюблён ― и неожиданно для самого себя начинает вести с ней разговор на английском, который он так старательно изучал весь год и не мог добиться прогресса. Свидетелем этого разговора становится Би-Би-Си, которая прямо около лифта берёт у Горохова его зачётку и ставит ему «отлично».
И хотя с учёбой всё разрешается хорошо, во время разговора с Норис выясняется, что она в тот же вечер улетает домой. Фильм заканчивается сценой с Гороховым, который одиноко сидит на спортивной площадке вуза, где он впервые увидел Норис.

## В ролях
| Актёр              | Роль                                                                       |
| ------------------ | -------------------------------------------------------------------------- |
| Вадим Андреев      | Баламут (Пётр Евдокимович Горохов) главный герой                           |
| Наталья Казначеева | Аня                                                                        |
| Николай Денисов    | Саня (Александр Леонидович) Алёхин                                         |
| Владимир Шихов     | студент Миша (Михаил Васильевич) Огородников сосед Горохова в общежитии    |
| Валентина Клягина  | Катя                                                                       |
| Откям Искендеров   | Максуд Агасаф оглы Искандеров («Саид», «Рустам», «Максудов»)               |
| Норис Поластре     | иностранная студентка Норис                                                |
| Евгений Карельских | доцент, преподаватель экономики Дмитрий Алексеевич Серебряков              |
| Лариса Блинова     | преподаватель английского языка Беатриса Бернардовна Синякина («Би-Би-Си») |
| Евгения Симонова   | преподаватель английского языка Валентина Николаевна Ромашова              |
| Вадим Захарченко   | физрук Киреев                                                              |
| Юрий Саранцев      | декан Алексей Иванович                                                     |
| Варвара Обухова    | бабушка Матрёна                                                            |
| Роман Филиппов     | колхозник Фёдор Парамонов                                                  |
| Виктор Шульгин     | председатель Пантелей Фёдорович                                            |
| Юрий Чернов        | санитар Зубков                                                             |
| Борис Сморчков     | бригадир строительной бригады                                              |
| Капитолина Ильенко | бабка Настя                                                                |
| Николай Горлов     | продавец яиц                                                               |
| Елена Богданова    | бабка Дуня                                                                 |
| Юрий Катин-Ярцев   | Терещенко человек, навещающий жену в больнице                              |
| Эммануил Геллер    | преподаватель высшей математики Владимир Михайлович                        |
| Наталья Рычагова   | Зинаида Парамонова жена Парамонова                                         |
| Борис Гитин        | Коля                                                                       |
| Тамара Яренко      | секретарь                                                                  |
| Клавдия Козлёнкова | медсестра (нет в титрах)                                                   |

## О фильме
Рабочее название картины — «Студенты и студентки».
Съёмки сцен, действие которых происходило в вузе, велись на территории Московского института управления, расположенного рядом со станцией метро «Ждановская» (ныне — «Выхино»). На самой станции снимали сцену встречи Петра Горохова с преподавательницей английского языка Валентиной Николаевной (при этом не обошлось без накладки: Валентина Николаевна собиралась сесть в поезд на той платформе, откуда на самом деле можно было уехать только в депо).
Натурные съемки фильма происходили в Домодедовском районе Московской области.
В советском кинопрокате фильм посмотрели 39 300 000 человек.
По результатам опроса журнала «Советский экран» Вадим Андреев попал в десятку лучших актёров 1979 года.

Дело было так. За стеной ВГИКа, где я тогда учился, находилась киностудия имени Горького. И когда шёл запуск очередных картин, вторые режиссёры ходили по театральным институтам и смотрели студентов. Так получилось, что я приглянулся Белле Дунаевой, которая и показала мои фотографии режиссёру картины Владимиру Роговому. Это был уже классик, снявший картину «Офицеры». Он пригласил весь наш курс и дал прочитать сценарий, который написал Сергей Бодров-старший. Он назывался «Студенты и студентки». Сценарий нам очень не понравился, и мы, наглецы, стали его критиковать, представляете? Роговой нас выслушал и стал рассказывать, как он сам видит всю эту историю. И нас так завёл этот рассказ, что готовы были тут же выйти на съёмочную площадку. Но Роговой сразу же остудил наш пыл: «Ребята, всё это совсем не значит, что я вас утверждаю, впереди ещё долгие пробы». Действительно, пробы продолжались в течение месяца. Худсовет сначала меня утверждать никак не хотел, был против моей кандидатуры. Но Роговой настоял, чтобы главную роль в картине сыграл именно я. Видимо, он сумел что-то во мне разглядеть. Но я ещё не знал, что мне предстоят муки адовы. Я учился на курсе Татьяны Михайловны Лиозновой, а съёмки шли в её объединении, и именно она отсматривала рабочий материал будущей картины. И вот утром на меня орал режиссёр, крича, что я бездарность, не могу играть, а после съёмок получал нагоняй от Лиозновой: «Я тебя отчислю, — грозилась она, — ты потерял всё, чему я тебя учила!» Вот так всё продолжалось все полгода, пока длились съёмки.— Вадим Андреев
Автором текста песен: А я её люблю, Студенческая, Танго (Итак, всё кончено), Учимся на белом свете жить является Михаил Ножкин, а музыку к ним написал Давид Ашкенази. Михаил Ножкин также является исполнителем финальной песни Учимся на белом свете жить. В одном из эпизодов звучит русская народная песня Калинка.

## Съёмочная группа
- Автор сценария — Сергей Бодров-старший
- Режиссёр — Владимир Роговой
- Оператор — Вячеслав Егоров
- Художник — Михаил Фишгойт
- Композитор — Давид Ашкенази
- Автор текстов песен — Михаил Ножкин
- Директор — Давид Пробер